# Johnny Herbert
Pour les articles homonymes, voir Herbert.
Johnny Herbert, né le 25 juin 1964 à Romford (banlieue nord-est de Londres), est un pilote automobile anglais. Il s'est notamment illustré en Formule 1, ainsi que dans les épreuves d'Endurance. En 161 départs en Formule 1, Herbert a inscrit un total de 98 points, remporté 3 victoires et décroché 7 podiums. En Endurance, il a notamment remporté les 24 Heures du Mans 1991.

## Biographie

### Les débuts en promotion
Après un parcours classique en karting où il devient champion de Grande-Bretagne Junior 100 cm3 en 1979 puis champion de Grande-Bretagne Senior 135 cm3 en 1982, Johnny Herbert commence le sport automobile dès 1983 et s'affirme vite comme l'un des plus grands espoirs britanniques.
En 1984, sur une Sparton-Ford de Formule Ford 1600, il obtient une pole position, une victoire et quatre podiums dans les championnats BP (huitième avec 19 points) et Dunlop (sixième avec 24 points) de Formule Ford britannique dans lesquels il est engagé. En 1985, sur une Quest, il réalise quatre pole positions, quatre meilleurs tours et douze podiums en championnats britanniques de Formule Ford 1600 (ESSO, RAC et EFDA Euroserie). Il remporte surtout une importante victoire au Formula Ford Festival de Brands Hatch qui lui permet de s'engager en Formule Ford 2000 et Formule 3 en 1986.
En 1986, sur sa Quest, Herbert ne réalise comme meilleure performance qu'une quatrième place en FF 2000 et (au volant d'une Ralt) ne se classe que quinzième du championnat de Formule 3 avec 8 points. Toutefois il réussit à trouver un volant au sein du Eddie Jordan Racing pour la saison suivante de Formule 3. En 1987, il pilote une Jordan Reynard-VW et, en inscrivant 79 points, devient champion britannique de la discipline devant Bertrand Gachot et Martin Donnelly avec cinq pole positions, cinq meilleurs tours en course, cinq victoires et dix podiums. Cette même année, il effectue ses premiers tours de roue en Formule 1 en réalisant de probants essais privés à Imola pour le compte de l'écurie Benetton où il fait jeu égal avec le pilote leader et espoir italien Alessandro Nannini qui a déjà disputé 47 Grands Prix.

### La Formule 3000 et le drame de 1988
En 1988, l'écurie Eddie Jordan Racing tente l’expérience en Formule 3000 avec Johnny : la première course est une victoire, à Jerez en Espagne, avec la Jordan Reynard 88D-Cosworth DFV. La bonne fortune quitte Johnny dès la deuxième manche du championnat à Vallelunga où il se blesse lors d’un accident provoqué par Gregor Foitek. Il doit alors faire l’impasse sur la course de Pau mais, dès la course suivante, à Silverstone, il termine septième. Puis, arrive la manche de Monza, une des plus belles courses de l'ensemble de la carrière d’Herbert selon le magazine Autocourse Annual : « La star incontestée du weekend fut Herbert, qui réussit à attirer l'attention de l'ensemble des tifosis. Gêné à la suite de l'interruption de la course après le crash de Giroix puis entraîné dans la mêlée des voitures à la première chicane, Johnny fit aujourd'hui ce qui restera sa plus belle course de l'année pour aller chercher une troisième place sous le drapeau à damier. Sa conduite fut exceptionnelle, la Camel-Reynard hurlait sous la pression de son pied droit sur l'accélérateur comme pourront le confirmer les oreilles des spectateurs du week-end. » Ce 26 juin, le lendemain de son anniversaire, Herbert réalise le meilleur tour en course et se classe troisième de l'épreuve.
En août 1988, l’écurie Lotus le sollicite pour des essais de pneus à Monza où il fait bonne figure au côté du champion du monde Nelson Piquet. Mais, encore une fois, la malchance le poursuit. Le 21 août, lors de la course de Brands Hatch, il est impliqué dans un crash dantesque avec de nombreuses voitures, un des plus importants accidents lors d'une compétition de F3000. La saison d'Herbert se termine ce jour-là, ses blessures sérieuses aux membres inférieurs l'empêchant d'envisager de monter dans un cockpit en 1988. Il se classe huitième du championnat international avec 13 points en n'ayant disputé que sept courses. Pour nombre d'amateurs de sport automobile Herbert semble perdu pour le sport automobile de haut niveau. Herbert déclarera : « Je me rappelle être étendu, en soins intensifs, les docteurs autour de moi en train de débattre sur la suite des soins à me prodiguer. Je n'avais pas encore compris qu'ils étaient tous convaincus que ma carrière de pilote automobile était désormais derrière moi… »

### Éphémère début en Formule 1
Pourtant, quelques mois plus tard, il est présent à l'ouverture du championnat du monde de Formule 1 1989 au Brésil. Herbert indiquera que si son corps était brisé, sa volonté restait intacte : « Beaucoup d’articles de presse furent publiés suite à mon accident, et l’opinion générale était que ma carrière de pilote était désormais derrière moi. Mais, allongé comme je l'étais, sans rien faire, je ne pouvais pas accepter cela. J'ai entamé ma rééducation aussi tôt que possible et j'ai travaillé aussi dur que je le pouvais. Je devais piloter à nouveau, par delà la souffrance et les efforts. Les médecins étaient pessimistes, à les entendre, j'en avais encore pour une année complète avant de quitter mon lit. J'ai eu mon accident à la fin du mois d'août et j'étais dans le baquet d'une Benetton de Formule 1 en décembre. La force morale dans ma capacité à travailler pour récupérer mes facultés m’a permis de surmonter mes traumatismes. »
Malgré les incertitudes autour de l'état physique de Herbert, le directeur sportif de Benetton Peter Collins a tenu à respecter le contrat signé avec le pilote britannique juste avant son accident. Incapable de marcher normalement, obligé de se déplacer sur un petit vélo et d'être porté par ses mécaniciens pour entrer dans sa B188-Cosworth, Herbert stupéfie les observateurs en terminant son tout premier GP à une remarquable quatrième place, mieux que Prost neuf ans plus tôt, aussi bien qu'Alesi trois mois plus tard. La suite est plus difficile. Il rate ses qualifications à trois reprises lors des GP de Saint Marin, Monaco et Mexique et s'il termine ses courses, c'est seulement en onzième, quatorzième et quinzième position. Il se ressaisit au GP des États-Unis où, malgré une calamiteuse qualification en vingt-cinquième position sur la grille, il termine la course à une méritoire cinquième place finale. Rattrapé par les séquelles de son terrible accident (un nerf coincé au niveau de la cheville le prive de la force nécessaire pour appuyer sur les pédales), Herbert s'avère de plus en plus inapte au pilotage d'une F1.
Il touche le fond au GP du Canada où il manque sa qualification. La disgrâce de son protecteur Peter Collins lui est fatale puisque l'une des premières décisions de Flavio Briatore, le nouveau directeur sportif de Benetton, est de le limoger durant l'été pour le remplacer par Emanuele Pirro. Herbert retrouve ponctuellement un volant en fin d'année chez Tyrrell en remplacement de Jean Alesi, lorsque ce dernier est retenu par le championnat de Formule 3000. Au volant de la 018, il se qualifie en seizième position du GP de Belgique où il abandonne sur tête à queue et échoue en qualification au GP du Portugal. Herbert, en 6 départs, a inscrit 5 points et termine quatorzième du championnat pilotes. Herbert comprend que son avenir n'est plus en Formule 1 part au Japon disputer les 1 000 km de Fuji au volant d'une Takefuji-Porsche 962C et se classe sixième de l'épreuve. Il décide alors que, s'il ne décroche pas de contrat en F1, il poursuivra sa carrière au Japon.

### Exil au Japon
Sans volant de titulaire pour le championnat du monde de Formule 1 1990, Herbert s'exile au Japon et choisit de combiner un contrat de pilote-essayeur chez Lotus avec deux programmes de course dans les séries All Japan Sports Prototype Championship (toujours sur Takefuji-Porsche 962C) et Formula Nippon au sein de l'écurie Italiya qui engage des Reynard 90D-Mugen. En F3000 japonaise, il est contraint à l'abandon à 6 reprises et ne se classe que dix-huitième du championnat avec 3 maigres points tandis qu'en Endurance il se classe quatrième de l'épreuve du Mont Fuji.
Johnny fait son retour en F1 en toute fin de saison où il est engagé pour les GP du Japon et d'Australie chez Lotus (où Peter Collins est le nouveau directeur sportif) en remplacement de Martin Donnelly gravement blessé lors des essais du Grand Prix d'Espagne (et qui ne conduira plus en F1). En manque de roulage, Herbert se qualifie en milieu de grille (quatorzième puis dix-huitième) tandis que sa Lotus 102-Lamborghini le contraint par deux fois à l'abandon (casse moteur puis panne d'embrayage).

### Retour en F1 et victoire au Mans

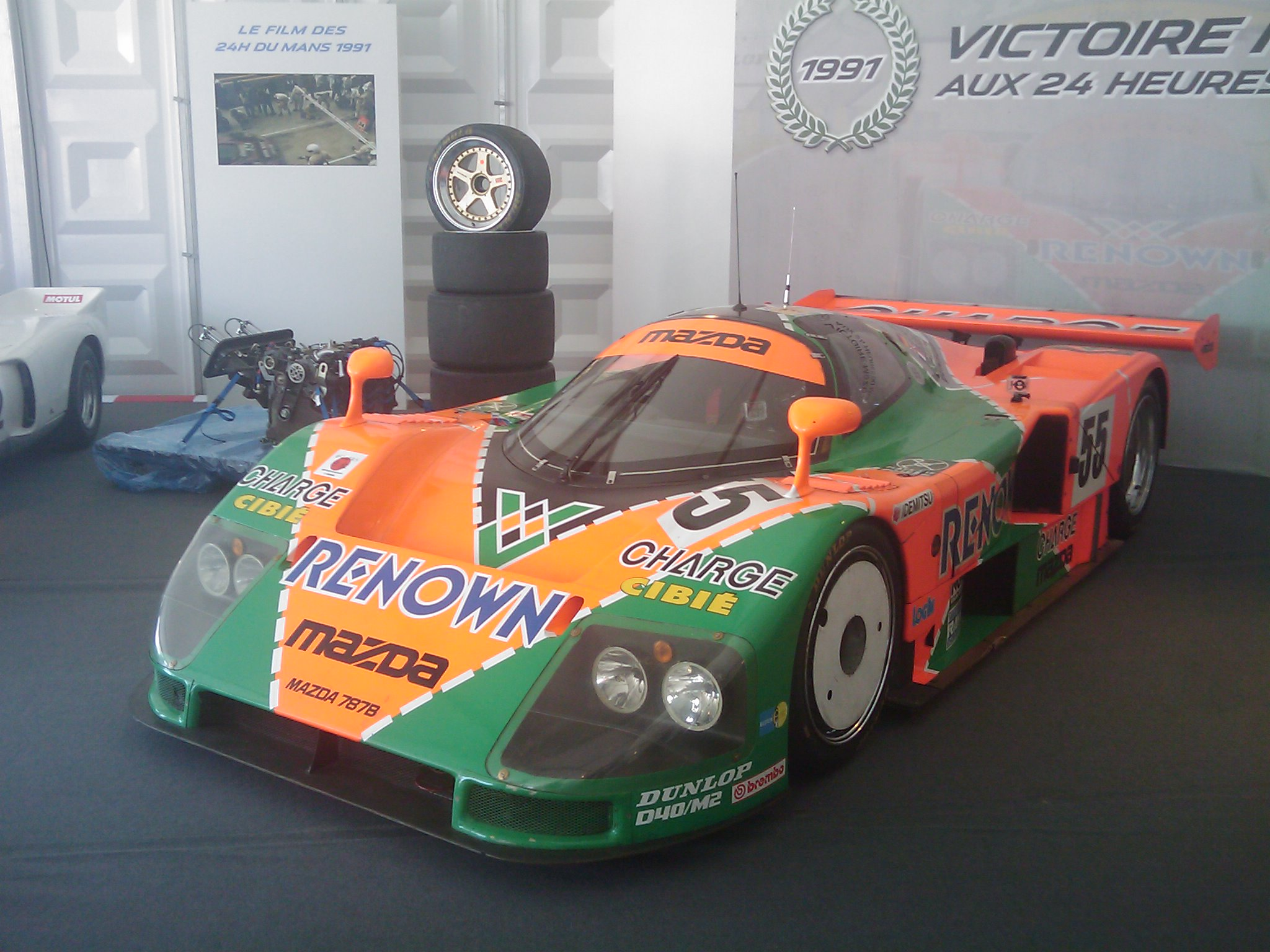
Johnny Herbert vainqueur des 24 Heures du Mans 1991 sur la Mazda 787B avec Volker Weidler et Bertrand Gachot.

En 1991, Herbert poursuit sa carrière au Japon, désormais au sein de l'écurie Suntory West qui engage des Ralt RT23-Mugen. Herbert décroche une deuxième place lors de l'épreuve disputé à Mine mais 5 abandons ne lui permettent que de terminer à la dixième place du championnat de Formula Nippon.
Grâce à David Kennedy, responsable du programme « Le Mans-Mazda », qui s'est démené auprès de ses dirigeants pour maintenir Johnny dans la liste de ses pilotes, il se voit ainsi offrir le droit de conduire la révolutionnaire Mazda 787B à Moteur Wankel. Herbert et Gachot décrochent une quatrième place au Mont Fuji, puis Herbert récidive, à nouveau à Fuji, mais aux côtés de Maurizio Sandro-Sala. Il participe alors aux 24 Heures du Mans et, avec Volker Weidler et Bertrand Gachot, il conduit la Mazda à la victoire, ce qui constitue la première victoire d’une voiture japonaise, et la première victoire d'une motorisation à pistons rotatifs dans la grande classique mancelle. Perclus de crampes après avoir assuré le dernier relais, Herbert est absent de la cérémonie de la victoire.
Herbert poursuit en parallèle sa carrière en F1 au sein de l'écurie Lotus, mais seulement de manière ponctuelle car l'écurie désargentée, donne la priorité aux pilotes payants tels Julian Bailey ou Michael Bartels aux côtés du débutant finlandais Mika Häkkinen. Pour preuve de sa pugnacité, il réussit à qualifier sa médiocre voiture (Lotus 102B-Judd) 7 fois sur 8 tandis que Bailey n'y parvint qu’une seule fois et Bartels jamais. Herbert obtient pour meilleur résultat une septième place lors du Grand Prix de Belgique et est contraint à l'abandon à trois reprises, sur rupture du V8 Judd.

### Titulaire en F1 chez Lotus

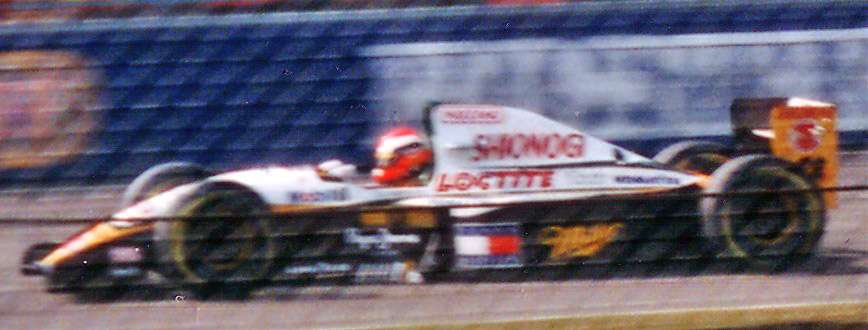
Johnny Herbert sur Lotus au Grande-Bretagne 1994.

Herbert doit attendre la saison 1992 pour pouvoir enfin réaliser une saison complète en Formule 1, toujours chez Lotus. Il fait alors jeu égal avec le futur champion du monde Mika Häkkinen. Les deux pilotes montrent l'exemple d'une collaboration parfaite tant au volant de leur monoplace que dans le paddock où ils passent leur temps à se faire des blagues de potaches. Cette bonne entente a certainement contribué aux bons résultats de Lotus tout au long de la saison 1992, et ce malgré une fiabilité perfectible puisque Herbert ne termine que quatre courses, dont deux dans les points (sixième en Afrique du Sud et en France). Il reste deux saisons supplémentaires chez Lotus et, en 1993, réalise une course d'anthologie sous une météo capricieuse à Donington. Il ne change qu'une seule fois de pneumatiques et garde ses slicks sous une pluie battante, alors que Prost passera sept fois par les stands. Ron Dennis, manager de McLaren Racing propose alors à Lotus d'éponger leurs dettes contre la libération d'Herbert mais se voit opposer un refus catégorique. Herbert se classe à quatre reprises dans les points, dont trois fois à la quatrième place au Brésil, en Europe et en Angleterre et termine à la neuvième place du championnat du monde.

### Titulaire en Formule 1 chez Benetton

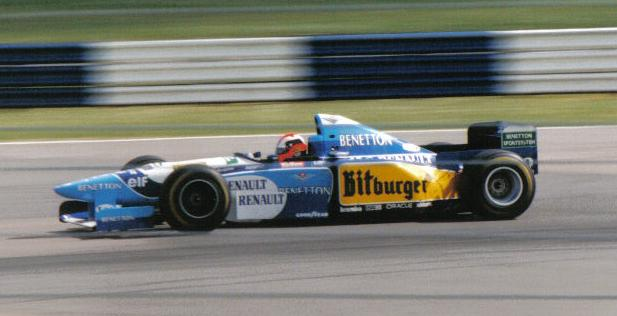
Johnny Herbert remporte sa première victoire en Formule 1 au Grand Prix de Grande-Bretagne 1995.

En 1994 Herbert poursuit sa carrière chez Lotus en proie à de gros problèmes financiers. La saison est difficile jusqu'au Grand Prix d'Italie où il se qualifie en quatrième position sur la grille grâce à un nouveau moteur, mais est percuté lors du premier départ. Contraint de prendre sa voiture de réserve avec l'ancienne version moins performante du moteur Mugen-Honda pour le second départ, il abandonne sur problème mécanique. Avant le Grand Prix d'Europe, il est appelé par Flavio Briatore pour effectuer une pige d'une course dans l'écurie française Ligier, désormais détenue par Briatore. Il dispute les deux dernières épreuves de la saison chez Benetton (dont Briatore est le directeur), mais ses résultats ne permettent pas à l'écurie de décrocher le titre des constructeurs.
Ces piges préfigurent son engagement complet chez Benetton en 1995, aux côtés de Michael Schumacher. En 1995, Herbert remporte ses deux premières victoires en Grand Prix en Angleterre et en Italie, profitant par deux fois d'un accrochage entre Schumacher et Damon Hill mais est dominé par son équipier. En l'espace de quelques mois, celui qui passait encore courant 1994 pour un pilote d'avenir voit sa réputation ternie, même si cette saison reste sa meilleure au niveau des résultats.

### Trois ans chez Sauber
En 1996, Herbert est recruté par l'écurie suisse Sauber où il reste pendant trois saisons, avec des prestations contrastées. En effet, en 1996, il est souvent dominé par son équipier Heinz-Harald Frentzen mais décroche cependant un podium à Monaco, en finissant troisième d'une course marquée par beaucoup d'abandons. Ce podium constitue son unique classement dans les points de l'ensemble de la saison.
En 1997, Herbert est plus convaincant et domine ses équipiers successifs, Nicola Larini, Gianni Morbidelli et Norberto Fontana. Il inscrit de nombreux points au championnat en se classant quatrième en Argentine et en Belgique, cinquième en Espagne et au Canada et sixième au Japon. Il obtient sa meilleure performance en Hongrie où il termine troisième, ce qui lui permet de décrocher la dixième place du championnat.
En 1998, il est dominé par son équipier Jean Alesi et ne parvient qu'à marquer un seul point, lors de la manche d'ouverture en Australie.

### Fin de carrière chez Stewart et Jaguar

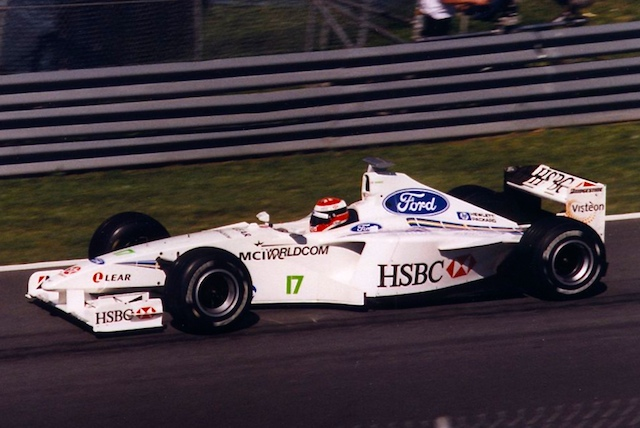
Johnny Herbert sur Stewart au Canada 1999.

En 1999, il signe chez Stewart Grand Prix où il a du mal à prendre ses marques en début de saison face à son équipier Rubens Barrichello qui connaît déjà la monoplace et l'équipe. Il marque ses premiers points au Canada en finissant cinquième. Cependant, il décroche la troisième victoire de sa carrière lors du Grand Prix d'Europe disputé au Nürburgring, lors d'une course folle marquée par une météo fluctuante où il profite des erreurs des favoris et de bons choix de pneus  pour triompher.
Cette victoire, la première de l'écurie Stewart Grand Prix en Formule 1, lui permet de conserver sa place l'année suivante chez Jaguar Racing (propriété de Ford) bâtie à partir de la structure Stewart, mais avec à nouveau des performances décevantes. Il ne marque pas un seul point de toute l'année, et termine sa carrière en Formule 1 par un accident spectaculaire dû à une rupture de suspension. Il s'en sort avec quelques contusions, devant être porté par les commissaires pour sortir de sa voiture. Il déclare : « J'ai commencé ma carrière en F1 en étant porté dans ma voiture, je la termine en étant porté pour en sortir. »

### Retour en Endurance
Sans volant de titulaire pour 2001, Herbert effectue toutefois des apparitions en tant que pilote essayeur pour Arrows, avant de quitter la F1 pour se concentrer sur les épreuves d'Endurance. Intégré à la puissante usine Audi, il remporte notamment les 12 Heures de Sebring en 2002. En 2003, il remporte notamment le Grand Prix d'Atlanta, ainsi que la manche de Road America.
En 2005, il fait son retour en Formule 1 au sein de l'équipe Jordan Grand Prix (qui prend début 2006 le nom de Midland F1 Racing) en qualité de directeur de la communication. Mais fin septembre 2006, le rachat de l'écurie Midland par Spyker provoque son départ.

### 2008: Premier champion de l'histoire des Speedcar Series
Johnny s'engage en 2008 en Speedcar Series, un nouveau championnat automobile sur circuit routier qui fait ses débuts à l'automne 2007. Les épreuves sont souvent couplées avec celles du championnat GP2 Asia Series et opposent une vingtaine de pilotes sur des voitures monotypes très proches de la NASCAR. À Dubaï, à l'occasion du 1er Grand Prix de Speedcar Series 2008 Herbert retrouve plusieurs autres ex-pilotes de Formule 1 dont Jean Alesi, Stefan Johansson, Gianni Morbidelli ou encore Ukyo Katayama et Narain Karthikeyan. Herbert termine neuvième de la course no 1 puis est contraint à l'abandon dès le début de la course no 2. Lors du meeting de Bahreïn, Herbert marque de gros points en se classant troisième de la première course et septième de la seconde. À Sepang, en Malaisie, pour la troisième manche du championnat, l'Anglais marque les esprits en se classant, une nouvelle fois sur le podium (deuxième) de la première course et quatrième de la suivante. À l'issue du dernier week-end du championnat à Dubaï, il remporte les deux courses et décroche dès lors le premier titre de champion de la discipline.

## Résultats en championnat du monde de Formule 1
| Saison | Écurie                                                     | Châssis             | Moteur                                       | Pneus       | GP disputés | Points inscrits | Classement |
| ------ | ---------------------------------------------------------- | ------------------- | -------------------------------------------- | ----------- | ----------- | --------------- | ---------- |
| 1989   | Benetton Formula Ltd Tyrrell Racing Organisation           | B188 018            | Ford-Cosworth V8                             | Goodyear    | 6           | 5               | 14e        |
| 1990   | Team Lotus                                                 | 102                 | Lamborghini V12                              | Goodyear    | 2           | 0               | Nc.        |
| 1991   | Team Lotus                                                 | 102B                | Judd V8                                      | Goodyear    | 7           | 0               | Nc.        |
| 1992   | Team Lotus                                                 | 102D 107            | Ford-Cosworth V8                             | Goodyear    | 16          | 2               | 14e        |
| 1993   | Team Lotus                                                 | 107B                | Ford-Cosworth V8                             | Goodyear    | 16          | 11              | 9e         |
| 1994   | Team Lotus Ligier Gitanes Blondes Mild Seven Benetton Ford | 107C 109 JS39B B194 | Mugen-Honda V10 Renault V10 Ford-Cosworth V8 | Goodyear    | 16          | 0               | Nc.        |
| 1995   | Mild Seven Benetton Renault                                | B195                | Renault V10                                  | Goodyear    | 17          | 45              | 4e         |
| 1996   | Red Bull Sauber Ford                                       | C15                 | Ford-Cosworth V10                            | Goodyear    | 16          | 4               | 14e        |
| 1997   | Red Bull Sauber Petronas                                   | C16                 | Petronas V10                                 | Goodyear    | 17          | 15              | 10e        |
| 1998   | Red Bull Sauber Petronas                                   | C17                 | Petronas V10                                 | Goodyear    | 16          | 1               | 15e        |
| 1999   | HSBC Stewart Ford                                          | SF-3                | Ford-Cosworth V10                            | Bridgestone | 15          | 15              | 8e         |
| 2000   | Jaguar Racing                                              | R1                  | Ford-Cosworth V10                            | Bridgestone | 17          | 0               | Nc.        |

- Grands Prix disputés : 161
- Débuts en Formule 1 : GP du Brésil, Jacarepagua 1989
- Meilleure qualification : 4e
- Victoires : 3 (Silverstone 1995, Monza 1995, Nurburgring 1999)
- Podiums : 7
- Classé dans les points : 29 fois (3 victoires, 1 deuxième place, 3 troisièmes places, 11 quatrièmes places, 6 cinquièmes places, 5 sixièmes places)
- Points marqués : 98
- Non-Qualifications : 3
- Premiers points marqués : GP du Brésil, Jacarepagua 1989 (4e, 3 points)
- Premier podium : GP d'Espagne, Barcelone 1995 (3e)
- Première victoire : GP de Grande-Bretagne, Silverstone 1995
- Grands Prix disputés avant la première victoire : 71

## Carrière hors Formule 1

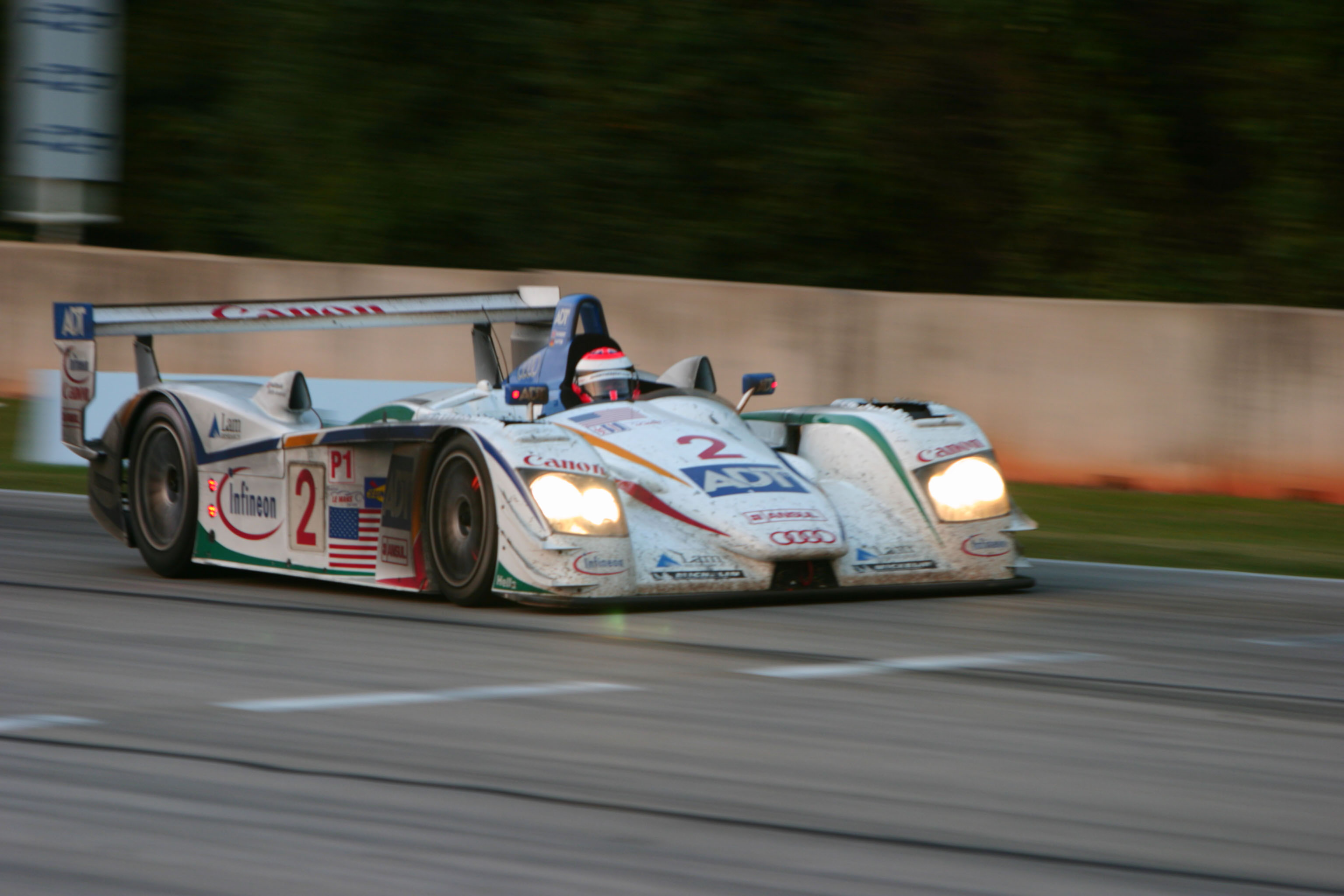
Johnny Herbert au volant d'une Audi R8 lors du championnat ALMS 2004

- 1979: Karting : Champion de Grande-Bretagne Junior 100 cm3
- 1982: Karting : Champion de Grande-Bretagne Senior 135 cm3
- 1983: Championnat de Grande-Bretagne de Formule Ford 1600.
- 1984: Championnat de Grande-Bretagne de Formule Ford 1600.
- 1985: Vainqueur du Formule Ford Festival à Brands Hatch.
- 1986: 15e du championnat de Grande-Bretagne de Formule 3.
- 1987: Formule 3 : Vainqueur du championnat de Grande-Bretagne de Formule 3 (5 victoires), 3e du championnat d'Europe Formule 3, 3e du GP de Monaco de Formule 3.
- 1987 : Pilote d'essai Benetton-Ford.
- 1988 : F3000 : 8e du championnat international (9 points), 1 victoire (Jerez)
- 1991 : F3000 japonaise : 9e du championnat du Japon (Meilleur résultat: 2e à Mine).
- 1991 : Vainqueur des 24 Heures du Mans sur Mazda 787, avec Volker Weidler et Bertrand Gachot.
- 1992 : Championnat du monde de Voitures de Sport : 9e du championnat (Meilleur résultat : 2e à Silverstone).
- 2001 : Pilote d'essai en F1 Arrows-Asiatech.
- 2001 : Championnat ALMS : 6e du Championnat sur Audi.
- 2002 : Vainqueur des 12 heures de Sebring sur Audi.
- 2008 : Champion des Speedcar Series.

## Résultats aux 24 Heures du Mans

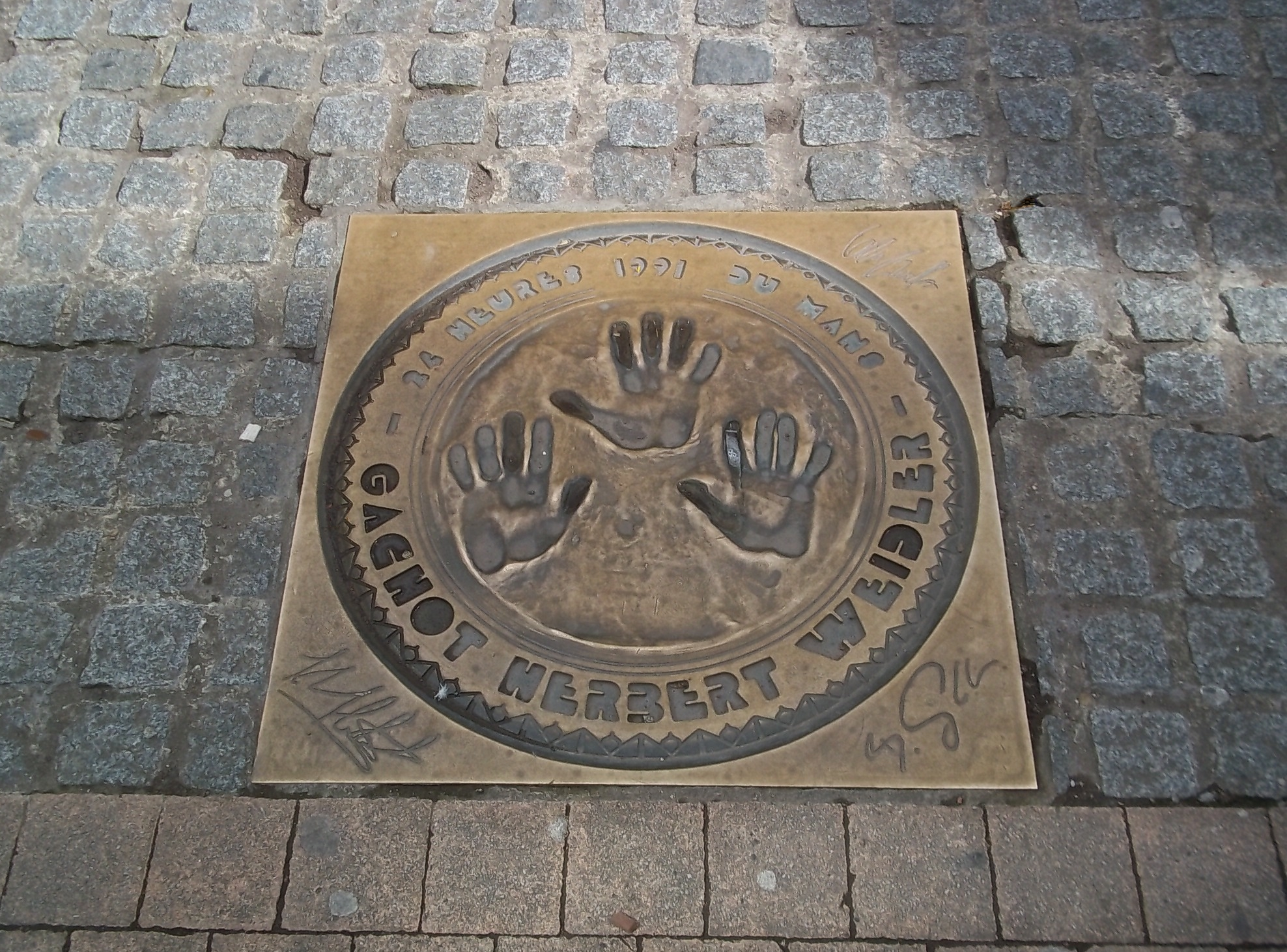
Plaque de bronze des empreintes des vainqueurs des 24 heures 1991 - Walk of fame - Le Mans

| Année | Voiture           | Équipe                    | Équipiers                                               | Résultat  |
| ----- | ----------------- | ------------------------- | ------------------------------------------------------- | --------- |
| 1990  | Mazda 787         | Mazdaspeed                | Bertrand Gachot / Volker Weidler                        | Abandon   |
| 1991  | Mazda 787B        | Mazdaspeed/Oreca          | Bertrand Gachot / Volker Weidler                        | Vainqueur |
| 1992  | Mazda MXR-01 (en) | Mazdaspeed/Oreca          | Bertrand Gachot / Maurizio Sandro Sala / Volker Weidler | 4e        |
| 2001  | Audi R8           | Champion Racing           | Ralf Kelleners / Didier Theys                           | Abandon   |
| 2002  | Audi R8           | Audi Sport North America  | Rinaldo Capello / Christian Pescatori                   | 2e        |
| 2003  | Bentley Speed 8   | Team Bentley              | Mark Blundell / David Brabham                           | 2e        |
| 2004  | Audi R8           | Audi Sport UK Team Veloqx | Jamie Davies / Guy Smith                                | 2e        |
| 2007  | Aston Martin DBR9 | Aston Martin Racing       | Tomáš Enge / Peter Kox                                  | 9e        |

## Résultats aux 12 Heures de Sebring
| Année | Équipe                    | Voiture         | Équipier        | Équipier            | Résultat  |
| ----- | ------------------------- | --------------- | --------------- | ------------------- | --------- |
| 2002  | Audi Sport North America  | Audi R8         | Rinaldo Capello | Christian Pescatori | Vainqueur |
| 2003  | Team Bentley              | Bentley Speed 8 | David Brabham   | Mark Blundell       | 3e        |
| 2004  | Audi Sport UK Team Veloqx | Audi R8         | Guy Smith       | Jamie Davies        | 3e        |